# Hyewon

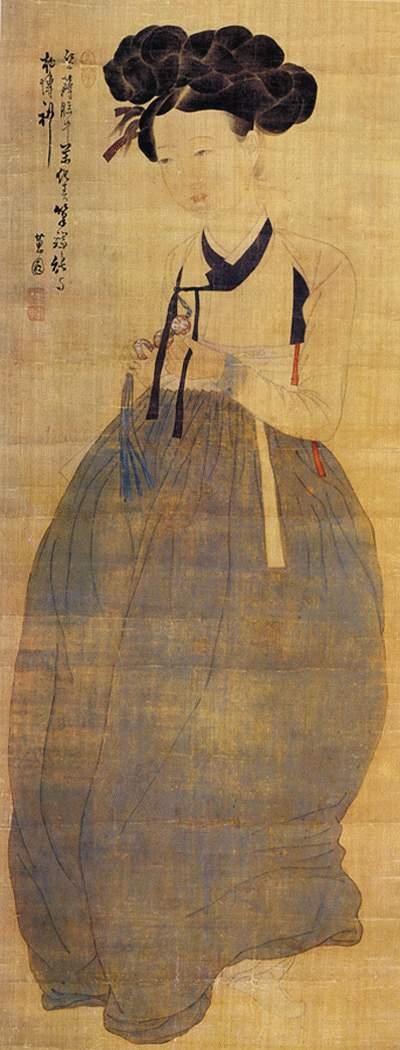
Portrait d´une beauté

Shin Yun-bok (신윤복, 申潤福), né vers 1758, mort après 1813 est un peintre coréen connu sous le pseudonyme de Hyewon (혜원, 蕙園). Son prénom de courtoisie était Ipbu (입부, 笠父).
Comme ses collègues Danwon et Geungjae, il est célèbre pour ses représentations de la vie quotidienne. Sa peinture de genre est nettement plus érotique que celle de Danwon ce qui contribua à son expulsion de l´institut royal de peinture, le Dohwaseo. Sous la dynastie Joseon, le métier de peintre était souvent héréditaire ; le père et le grand-père de Hyewon avaient déjà été peintres de la cour. De nos jours, avec Danwon et Owon, il est connu comme l´un des « trois wons » de la peinture de Joseon.

## Biographie
On ne sait pas grand-chose de la vie de Hyewon. Il était le fils de Hanpyeong (1735?-après 1809), peintre à la cour royale, qui avait participé à la réalisation des portraits des rois Yeongjo et Jeongjo. Hyewon a obtenu le rang de Cheomjeoljesa à l´institut royal de peinture et pratiquait différents styles de peinture : le genre, les animaux et les paysages. On pense qu´il a laissé un grand nombre de peinture à cause de la popularité de la peinture de genre à cette époque.
Il existe plusieurs controverses concernant sa vie, certaines réfutant son appartenance à l´institut royal, d´autres mettant en doute le fait qu´il soit un proche de Danwon.
Dans la nouvelle « peintre du vent » de Lee Jeong-myeong, Hyewon est décrit comme étant une femme déguisée en homme. En 2008, cette pièce a été adaptée en une série télévisée et a fait l´objet d´un film, «portrait d´une beauté». Cette distorsion des faits historiques par l´industrie cinématographique a provoqué la critique des experts.

## Style
Hyewon, bien que fortement influencé et éclipsé par Danwon dans sa carrière, a su développer son propre style et sa technique. Avec Danwon, il est surtout connu pour sa peinture de genre de la période Joseon. Tandis que Danwon montrait la vie quotidienne des paysans avec une touche humoristique, Hyewon laisse percer l´érotisme dans ses peintures de citadins et de gisaengs. Son choix des caractères, la composition et sa façon de peindre diffèrent de celles de Danwon en utilisant des couleurs vives et des légers coups de pinceaux. Il a aussi peint des scènes de la vie en ville et du chamanisme, offrant un aperçu des coutumes et du style de vie de la fin de la période de Joseon,.
Ses peintures de paysage à l´encre sont faites de traits clairs et lumineux d´une manière similaire à celle de Yun Jehong, le pionnier de ce nouveau style de peinture. Il est aussi connu pour ne pas avoir utilisé la méthode traditionnelle qui consiste à laisser des espaces vides dans ses peintures ; habituellement, il remplissait tout le canevas. Bien qu'il plaçait son tampon et des petits vers sur la plupart de ses œuvres, la date de création n´est jamais indiquée et il est difficile de suivre la progression de son style. Etant un des piliers de la peinture de genre de Joseon, il influença beaucoup de peintres,.
Une de ses plus célèbres œuvres est « portrait d´une beauté », une peinture sur soie qui montre les standards de beauté de la période Joseon. Les détails très réalistes du hanbok sont remarquables.

## L’album
L’album de Hyewon (Hyewon pungsokdo, 혜원 풍속도) est un album de peintures de genre sur papier contenant 30 œuvres. Il a été acheté en 1930 par Jeon Hyeongpil, le fondateur du musée d’art Gansong, chez un antiquaire d´Osaka. Jeon fit renouveler la reliure et confia l´écriture des sous-titres et de la postface de l´album à Oh Sechang, un journaliste et militant indépendantiste. Cet album a été désigné trésor national n° 135 et fait partie de la collection du musée d’art Gansong à Séoul.

### Les distractions
| Peinture | Titre                        | Titre original                                | Description                                                                  |
| -------- | ---------------------------- | --------------------------------------------- | ---------------------------------------------------------------------------- |
|          | La danse de l´épée           | 쌍검대무 (雙劍對舞)                           | Deux gisaengs dansant le geommu, la danse de l´épée.                         |
|          | Une journée au printemps     | 상춘야흥 (賞春野興)                           |                                                                              |
|          | Réaccorder le geomungo       | 청금상련 (廳琴賞蓮), 혹은 연당야유 (蓮塘野遊) |                                                                              |
|          | Croisière festive            | 주유청강 (舟遊淸江)                           |                                                                              |
|          | Amusements d´été             | 납량만흥 (納凉漫興)                           |                                                                              |
|          | Le jeu de ssangyuk           | 쌍육삼매 (雙六三昧)                           | Le ssangyuk est un jeu traditionnel comparable aux échecs.                   |
|          | Le jeu de tuho dans la forêt | 임하투호 (林下投壺)                           | Le tuho est un jeu traditionnel consistant à lancer une flèche dans un vase. |

### Les gisaengs
| Peinture | Titre                                          | Titre original      | Description |
| -------- | ---------------------------------------------- | ------------------- | ----------- |
|          | Rien ne se passe dans la chambre de la gisaeng | 기방무사 (妓房無事) |             |
|          | Passent les heures dans une maison close       | 청루소일 (靑樓消日) |             |
|          | En attendant les boissons à un hongru          | 홍루대주 (紅樓待酒) |             |
|          | Une beuverie                                   | 주사거배 (酒肆擧盃) |             |
|          | Qui sera le héros au bordel?                   | 유곽쟁웅 (遊廓爭雄) |             |

### La vie quotidienne
| Peinture | Titre                                     | Titre original      | Description |
| -------- | ----------------------------------------- | ------------------- | --- |
|          | Le jour du Dano                           | 단오풍정 (端午風情) | Des dames se baignent à moitié nues dans le ruisseau, une femme habillée d´un hanbok rouge vif fait de la balançoire et en arrière-plan, deux moines observent la scène |
|          | L´histoire d´une route près d´une rivière | 계변가화 (溪邊街話) | |
|          | Les ragots de la nuit                     | 정변야화 (井邊夜話) | |
|          | Des moines demandant l´aumône dans la rue | 노상탁발 (路上托鉢) | |
|          | Une femme faisant la lessive              | 표모봉심 (漂母逢尋) | |
|          | La danse du chamane                       | 무녀신무 (巫女神舞) | |

### Les rencontres
| Peinture | Titre                                                     | Titre original      | Description                                                                         |
| -------- | --------------------------------------------------------- | ------------------- | ----------------------------------------------------------------------------------- |
|          | Une sortie entre jeunes                                   | 연소답청 (年少踏靑) | Cette scène montre un hanryang flirtant avec des kisaengs dans la rue au printemps. |
|          | Conduisant une kisaeng, passant sous des feuilles rouges  | 휴기답풍 (携妓踏楓) |                                                                                     |
|          | Trouver le temple après avoir entendu le son de la cloche | 문종심사 (聞鍾尋寺) |                                                                                     |
|          | Une nonne saluant une kisaeng                             | 이승영기 (尼僧迎妓) |                                                                                     |
|          | Rencontre dans la rue                                     | 노중상봉 (路中相逢) |                                                                                     |

### Les amoureux
| Peinture | Titre                                        | Titre original      | Description |
| -------- | -------------------------------------------- | ------------------- | --- |
|          | L´humeur du printemps remplit tous les lieux | 춘색만원 (春色滿園) | |
|          | Un jeune garçon ramassant une azalée         | 소년전홍 (少年剪紅) | |
|          | Amants au clair de lune                      | 월하정인 (月下情人) | Traduction du poème sur le mur : "Au beau milieu de la nuit, quand la lune est sombre, les deux cœurs ne font qu'un." |
|          | Un rendez-vous secret sous la lune           | 월야밀회 (月夜密會) | |
|          | Un voyage secret de nuit                     | 야금모행 (夜禁冒行) | |

### Le désir
| Peinture | Titre                             | Titre original      | Description |
| -------- | --------------------------------- | ------------------- | ----------- |
|          | Le désir de la veuve au printemps | 이부탐춘 (嫠婦耽春) |             |
|          | Une belle liaison d´automne       | 삼추가연 (三秋佳緣) |             |